# Лозенград
Лозенград (на турски: Kırklareli, Къркларели, старо име Kırk-kilise, Кърк килисе, на гръцки: Σαράντα Εκκλησιές, Саранда Еклисиес) е град в Турция, административен център на едноименния вилает Лозенград. Намира се в западното подножие на Странджа, в близост до границата с България. Празник на града е 10 ноември.

## История
Лозенград е важен транспортен възел в Османската империя, от който започва Кримският път. Основан е в годините на османското робство от българи преселници от Хасекията, Странджанско и Средногорието в землището на село Раклица, като двете села по-късно се сливат. В XIX век градът е населен предимно с българи, гърци и турци. В 1859 година в Лозенград се отваря българско класно училище, а на следната 1860 година българите изгонват гръцкия владика. В средата на 19 век в района действат лозенградските хайдути Филчо и Хаджи Константин.
В 1878 г. според „Етнография на вилаетите Адрианопол, Монастир и Салоники“ в Кърк килисе живеят 6700 българи, 2850 гърци и 2700 мюсюлмани.
По силата на Санстефанския мирен договор (3 март 1878 г.) Лозенград, Люлебургаз и Малко Търново остават в България, а Одрин – в Турция. Но Берлинският конгрес връща цяла Източна Тракия на Османската империя.
Според професор Любомир Милетич в 1912 година в града живеят 1200 семейства българи екзархисти, 50 семейства българи патриаршисти и 1200 семейства гърци.

### Преображенското въстание
При Преображенското въстание в 1903 г. Лозенградският санджак се отличава с най-масова подготовка. 2493, от общо 59 028 българи, са участници във въстанието. В самия град въстание не е обявено, но Лозенградският район с войвода Янко Стоянов и подвойвода Коста Тенишев, а на юг с войвода Яни Попов, дава към 220 – 270 въоръжени въстаници.
Известни са много революционери от Лозенградския околийски революционен район – Димитър Михалчев, Тодор Михалчев, Георги Михалчев, Ирина Михалчева, Никола Кърджиев, Лазо Лазов, Коста Тенишев и други.
През пролетта на 1908 година властта арестува много видни българи, дейци на ВМОРО – Яни Читаков, Тодор Вълков, Атанас Калфов, Илия Кючуков, Стойко Бончев, Георги Груев, Атанас Василев, Юрдан Варимезов, Хариламбо Воденичаров, Яни Хар. Воденичаров, Панайот Хар. Воденичаров – учител в третокласното българско училище, Русен Груев, Мария Тодорова, Тодор Вълков – хлебар, Тодор Карталов, Илия Кючуккостов, Стойко Бойчев.

### Войните 1912 – 1918
В началото на Балканската война в Лозенград е разположено командването на османските войски в Източна Тракия, голяма част от които са концентрирани около града. В Лозенградската операция от 22 – 24 октомври* 1912 година те са отблъснати на юг и в града влизат български войски, начело с генерал-лейтенант Радко Димитриев. След превземането му, за два месеца военен губернатор в града е генерал-майор Георги Вазов.
През юли 1913 година Османските войски нарушават Лондонския мирен договор, окупират Одрин, Лозенград и стотици български селища и извършват геноцидни практики спрямо българското население. На 21 юли 1913 г. Лозенград е превзет и по Цариградския мирен договор остава в Османската империя.
През 1915 г. във връзка с влизането на България в Първата световна война на страната на Централните сили българската дипломация първоначално предявява пред Турция искане за компенсации – връщане на загубените през 1913 г. земи на изток от линията Мидия – Енос, после отстъпва от искането си за Одрин, а след това се отказва и от обезбългарения Лозенград. През 1919 г. Лозенград по Севърския договор заедно с почти цяла Източна Тракия попада в Гърция, но след неуспешния за Гърция край на Гръцко-турската война е върнат на Турция и цялото му християнско население го напуска.
На 20 декември 1924 година турският парламент със закон променя името на града от Кърк клисе (40 църкви) на Къркларели. През 1925 г. каймакаминът на Лозенград забранява със заповед българския език в града и селата, а през 1928 г. със специален закон се забраняват българският език и българските училища в турската държава въобще. Тогава са закрити и последните български училища в Одрин и Лозенград. Изгонени са последните българи от двата града.
След Балканските войни, Първата световна и Гръцко-турската война, броят на помаците, преселили се в града от изгубените от Турция османски територии, достига повече от половината от неговото население, което наброява по онова време над 21 000 души. През 60-те години на 20 век 3375 жители на града обявяват за майчин език – „помашкия“.

## География
Лозенград се намира в европейската част на Турция. Градът е на 49 км от Малко Търново, на 63 км от Люлебургас и на 65 км от Одрин.

## Лозенград днес
През 1993 г. е подписан Договор за сътрудничество между град Добрич и Лозенград. Ежегодно делегация от Лозенград е гост на Празника на Добрич – 25 септември и съответно Добричка делегация – на Празника на Лозенград, който се провежда по време на ежегодния фолклорен Фестивал на хумора „Карагьоз Каката“ на 16, 17 и 18 май.
През 2003 г. правителствата на България и Турция се договарят за изграждането на железопътна линия, която да свързва Бургас с Лозенград. България настоява за собственост над Екзархийските имоти (църкви, ниви, парцели и къщи в Истанбул, Одрин и Лозенград). Турските власти признават претенциите за собственост само върху два от заявените от България 53 екзархийски имота. Потомци на прокудените от бащин край българи очакват връщането на отнетите чрез геноцидни практики имоти на близо половин милион българи, които никога не са компенсирани.

## Забележителности
В околностите на Лозенград има мегалитни паметници.
Между паметниците на културата от османско време са 5 джамии. В града има турска баня от 1683 г.

## Побратимени градове
- Добрич, България

## Личности
- Известни Лозенградчани

## Други
На Лозенград е наречена улица в Центъра на София (Карта).